# 帕拉瓦伊
帕拉瓦伊（Paravai），是印度泰米尔纳德邦Madurai县的一个城镇。总人口16346（2001年）。

## 人口
该地2001年总人口16346人，其中男性8346人，女性8000人；0—6岁人口1884人，其中男932人，女952人；识字率72.72%，其中男性为80.43%，女性为64.66%。